# 木精 (小説)
「木精」（こだま）は、森鷗外の短編小説。
山の谷間でいつも「ハルロオ」と呼び、木精が答えてくれるのを待っていたフランツが、成長してから谷間になかなか行く機会ができず、久しぶりに木精を呼んだときは木精は答えなくなっていた。フランツは、木精は死んだのだと考えたが、再度谷間に行った時、子供たちのハルロオに木精が答えているのを聞き、木精は死んだのではないということに気づいて喜んだ。しかし、フランツは、たとえ答えてくれるとしても、もう自分が木精を呼ぶのはよそうと考えた。